# Klimontów (gemeente)
De gemeente Klimontów is een landgemeente in het Poolse woiwodschap Święty Krzyż, in powiat Sandomierski.
De zetel van de gemeente is in Klimontów.
Op 30 juni 2004 telde de gemeente 8704 inwoners.

## Oppervlakte gegevens
In 2002 bedroeg de totale oppervlakte van gemeente Klimontów 99,24 km², waarvan:
- agrarisch gebied: 84%
- bossen: 9%

De gemeente beslaat 14,68% van de totale oppervlakte van de powiat.

## Demografie
Stand op 30 juni 2004:
| Omschrijving                   | Totaal | Totaal | Vrouwen | Vrouwen | Mannen | Mannen |
| ------------------------------ | ------ | ------ | ------- | ------- | ------ | ------ |
| eenheid                        | aantal | %      | aantal  | %       | aantal | %      |
| inwoners                       | 8704   | 100    | 4392    | 50,5    | 4312   | 49,5   |
| bevolkingsdichtheid (inw./km²) | 87,7   | 87,7   | 44,3    | 44,3    | 43,5   | 43,5   |

In 2002 bedroeg het gemiddelde inkomen per inwoner 1339,26 zł.

## Administratieve plaatsen (sołectwo)
Adamczowice, Beradz, Borek Klimontowski, Byszów, Byszówka, Dziewków, Goźlice, Grabina, Górki, Góry Pęchowskie, Kępie, Klimontów, Kroblice Pęchowskie, Krobielice, Konary, Konary-Kolonia, Nasławice, Nawodzice, Nowa Wieś, Olbierzowice, Ossolin, Pęchów, Pęchowiec, Płaczkowice, Przybysławice, Pokrzywianka, Rogacz, Rybnica, Szymanowice Dolne, Szymanowice Górne, Śniekozy, Ułanowice, Węgrce, Wilkowice, Zakrzów.

## Aangrenzende gemeenten
Bogoria, Iwaniska, Koprzywnica, Lipnik, Łoniów, Obrazów, Samborzec, Staszów
- Library of Congress Control Number: n96027946
- Nationale Bibliotheek van Israël: 987007537975805171
- Virtual International Authority File: 135035490